# Nasīr ad-Dīn at-Tūsī
Abū Dschaʿfar Muhammad ibn Muhammad Nasīr ad-Dīn at-Tūsī (arabisch أبو جعفر محمد بن محمد نصیرالدین الطوسی, DMG Abū Ǧaʿfar Muḥammad b. Muḥammad Naṣīr ad-Dīn aṭ-Ṭūsī, persisch نصیر الدین طوسی, DMG Naṣīr ad-Dīn-e Ṭūsī; * 1201 in Tūs, Chorasan nahe dem heutigen Maschhad, Iran; † 1274 bei Bagdad) war ein persischer schiitischer Theologe, Mathematiker, Astronom, Philosoph und Forscher.
Auf Grund seines Wirkens wurde er vielfach als „der dritte Meister“ (arabisch المعلم الثالث, DMG al-muʿallim aṯ-ṯāliṯ) nach Aristoteles und al-Fārābī tituliert.

## Leben
Nasīr ad-Dīn Tūsī wurde gemäß der zwölfer-schiitischen Lehre in Tūs in den Fächern Koran, Hadīth, Arabisch und Fiqh gemäß der Lehre von ʿAlam al-Hudā al-Scharīf al-Murtadā, einem Widersacher der Muʿtazliten, ausgebildet. Nasīr ad-Dīn Tūsīs Vater war ein gelehrter Mann mit Interesse an vielen Wissenschaften, weshalb sein Sohn sich auch für Philosophie und die ismāʿīlīsche Doktrin interessierte.
Von 1213 bis 1221 setzte er seine Studien in Nīšāpūr fort. Seine Lehrer Qutb ad-Dīn al-Misrī und Farīd Dāmād, beides Schüler von Fachr ad-Dīn ar-Rāzī, unterrichteten ihn in Mathematik, der Philosophie Avicennas und Medizin, daneben begegnete er auch Fariduddin Attar, der im Mongolensturm umkam. Nach seinem dortigen Aufenthalt zog er weiter in den Irak, wo er sein Wissen vertiefte.
1233 fand er eine Anstellung am Hof des ismāʿīlītischen Gouverneurs Muhtascham Nāsir ad-Dīn ʿAbd al-Rahīm ibn Abī Mansūr in Quhestān. Er begann seine ismāʿīlīschen Studien zu vertiefen und bekannte sich auch bald zur Ismaʿiliyya. In dieser Zeit verfasste er auch sein Werk zur Ethik Achlāq an-Nāsrī (Moral des an-Nāsirī), welches er eben jenem Gouverneur widmete, welches 1235 fertiggestellt wurde. Ein Jahr später gab er in seiner spirituellen Autobiographie Sair wa-Sulūk bekannt, dass er sich vom exoterischen Kalām abgewandt habe und sich der ismāʿīlīschen esoterischen Philosophie zuwenden würde. Im selben Jahr tauchte Nasīr ad-Dīn Tūsī in Alamūt auf, wobei nicht sicher ist, ob er zusammen mit seinem Gouverneur und Schutzherrn dorthin reiste, oder ob er durch ihn nach Alamūt verbannt wurde. Dort hatte er Zugriff auf die große Bibliothek in der Festung.
Im Jahr 1255 bedrohten Hülegüs Mongolen, die sich auf einem Eroberungszug durch Persien befanden, Alamūt. Der damalige Herrscher von Alamūt, Rukn ad-Din Churschah, entsandte Nasīr ad-Dīn Tūsī zu Verhandlungen mit den Mongolen. Angesichts der bevorstehenden Übermacht überredete Nasīr ad-Dīn Tūsī seinen Herrscher zur Aufgabe der Festung. Rukn ad-Dīn Churschāh wurde auf Anweisung Hülegüs exekutiert. Im Anschluss daran nahm Nasīr ad-Dīn Tūsī am Feldzug der Mongolen gegen die Abbasiden und 1258 an der Eroberung von Bagdad teil. Unter anderem dank seines Einsatzes unterließ Hülegü es, schiitische Heiligtümer oder Städte im Irak anzugreifen und zu zerstören.
Nasīr ad-Dīn Tūsī, nun in den Diensten Hülegüs, war unter anderem für religiöse Fragen zuständig. Er zog mit Hülegü deshalb weiter nach Marāgha, wo der Mongolenherrscher 1259–1262 das Observatorium Rasad Chāneh errichten ließ. Nasīr ad-Dīn Tūsī konnte hier Forschungen über die Himmelslaufbahnen anstellen und verfasste sein Werk az-Zīdsch al-Īlchānī, in welchem er astronomische Tabellen zusammentrug. In Marāgha war es auch, wo Nasīr ad-Dīn Tūsī Hülegüs neu errichtete Bibliothek nutzen konnte und mit vielen Gelehrten wichtige Gespräche hatte. Kurz vor seinem Tod kehrte er nach Bagdad zurück, wo er 1274 starb und heute in der Nähe des Schreins von Mūsā al-Kāzim begraben liegt.

## Lehre

### Astronomie

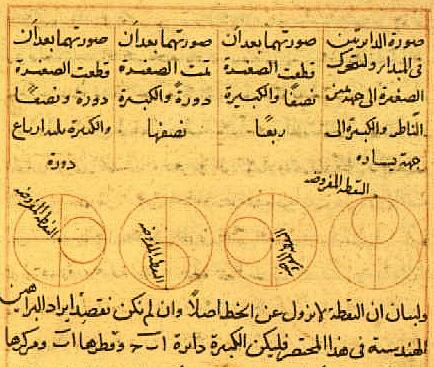
Tusi-Paar in Vatican Arabic ms 319, fol. 28v, 13. Jahrhundert

Die Sternwarte Rasad Chāneh ermöglichte es Nasīr ad-Dīn Tūsī, sich intensiv mit Astronomie zu beschäftigen. Dabei waren neben iranischen und islamischen Forschern auch christliche, armenische und georgische sowie chinesische Mathematiker und Astronomen beteiligt. Zu seinen Kollegen gehörte etwa der Philosoph Nağmaddīn ʿAlī ʿUmar al-Qazwīnī al-Kātibī († 1276 oder 1249). Obwohl die Warte nur 50 Jahre Bestand hatte, sollte sie Forschungen zur Astronomie sowohl in Europa als auch in China beeinflussen. Seinen größten Ruhm verdankt Nasīr ad-Dīn Tūsī seinem Wirken in der Astronomie.
Die Gelehrten in Rasad Chāneh bestimmten unter anderem die jährliche Präzession der Äquinoktien auf 51 Bogensekunden (heutiger Wert 50.3 ") oder 1° je 70,6 Jahre. Seit der Antike hatte man 1° je 100 Jahre angenommen – den Wert, den Ptolemaeus im Almagest verwendet.
Nasīr ad-Dīn Tūsī ist Autor von az-Zīdsch al-Īlchānī, der Tafel der Ilchane, welche die Position der Sterne und Planeten nach den Ergebnissen seiner Forschung beschreibt. Das Werk war wahrscheinlich eine der Quellen der späteren Arbeiten von Nikolaus Kopernikus. Darauf weisen Ähnlichkeiten im Gedankengang der beiden Gelehrten hin. Für sein Modell der Planetenbewegungen hatte Nasīr ad-Dīn Tūsī die Tusi-Paare eingeführt, eine Methode, eine oszillierende Linearbewegung durch die Überlagerung zweier Kreisbewegungen auszudrücken. Kopernikus verwandte sie z. B. für die Behandlung der Trepidation, einer fälschlichen Oszillation der Äquinoktien, die auf Thabit ibn Qurra zurückgehen soll.

### Mathematik
Nasīr ad-Dīn Tūsī war der erste, der in seinem Buch asch-Schakl al-Qattāʿ die Trigonometrie als einen von der Astronomie unabhängigen Bereich der Mathematik angesehen hat. In Europa wurde diese Theorie später unabhängig von Nasīr ad-Dīn Tūsī durch Regiomontanus entwickelt. Bekannt ist seine Arbeit über das Parallelenaxiom. Er fertigte auch eine arabische Ausgabe der Elemente von Euklid an (in einer längeren und kürzeren Version), die auf älteren arabischen Übersetzungen aus dem Griechischen beruhte, die er bearbeitete. Auf dieser und anderen arabischen Versionen beruhen die ersten Übersetzungen der Elemente ins Lateinische in Westeuropa im 12. und 13. Jahrhundert, da der antike lateinische Text zwischenzeitlich verloren gegangen war.

### Ethik
Sein bedeutendstes philosophisches Werk Achlāq an-Nāsirī behandelt Fragen der Ethik. Es blieb für Jahrhunderte einflussreich. Als schiitischer Theologe führte er die Reformen von Alamut fort (siehe Ilm al-Kalam). Hervorzuheben sind seine Bücher Tadschrīd al-iʿtiqād und al-Fusūl an-nāsīriyya.

### Ökonomie
Wie David Graeber in seinem Buch Schulden: Die ersten 5000 Jahre anmerkt, soll Nasīr ad-Dīn at-Tūsī ähnlich wie Adam Smith auf die durch Selbstregulierung des Marktes wirksame „Hand Gottes“ hingewiesen haben. Im Gegensatz zur Theorie von Adam Smith betont er aber viel weniger die Konkurrenz und viel mehr die Kooperation der Marktteilnehmer.

## Werke
Nasīr ad-Dīn Tūsī hinterließ über 150 Werke. Einige davon sind hier aufgelistet:

### Astronomie
- Taḥārīr-Werke: Rezension griechischer und frühislamischer wissenschaftlicher Werke. Darunter fanden sich Werke wie Euklids Elemente, Ptolemäus’ Almagest und die sogenannten mutawassiṭāt (die „Zwischenbücher“, die zwischen beiden studiert werden müssten) mit Abhandlungen von Euklid, Theodosius, Hypsikles, Autolykus, Aristarchus von Samothrake, Archimedes, Menelaos und Thābit ibn Qurra. Seine Kommentare ermöglichte es späteren Studenten, auch ohne Lehrer all diese Gelehrten zu studieren.
- ʿIlm al-hayʾa (Die Wissenschaft des Himmels).

### Ethik
- Aḫlāq an-Nāṣirī: das Folgewerk zu Aḫlāq al-Muḥtašamī, 1235 fertiggestellt. Es stellt eine Übersicht über moralische und philosophische Standpunkte der islamischen Zivilisation zu diesem Zeitpunkt dar. Das Buch ist in drei Diskurs-Teile unterteilt: 1) Ethik und die zwei Unterpunkte Prinzipien (Grundsatzprinzipien, menschliche oder rationale Seele, ihre Teilgebiete, der Mensch als das nobelste Wesen, die Perfektion der Seele und worin ihre Perfektion liegt) und Enden (Limit, Natur und Veränderung von Dispositionen, Korrektur von Dispositionen – die nobelste Disziplin, Tugendklassen und Exzellenz von Dispositionen, Arten innerhalb dieser Klassen, Gerechtigkeit, Erhaltung der gesunden Seele und Heilung ihrer Krankheiten); 2) Ökonomie: Haushalt, Regulation von Besitz und Läden, Regulation von Ehefrauen, Regulation von Kindern, Rechte der Eltern, Herrschaft über Diener und Sklaven; 3) Politik: Notwendigkeit von Zivilisation und Natur von Politik, über Liebe (Verbindung von Gesellschaften), Teilung von Gesellschaften und Zustände von Städten, Herrschaft von Adeligen, Freundschaft und Freunde, Verhalten gegenüber anderen Klassen von Menschen, Punkte zu Platon.[7]
- Übersetzung von al-Adab al-waǧīz li’l-walad al-ṣaġīr des Ibn al-Muqaffaʿ ins Persische: Kurze Abhandlung zu korrektem Verhalten von Kindern. Die Authentizität des Werkes wurde jedoch in Zweifel gezogen.
- Aḫlāq al-Muḥtašamī: ein 1233 fertiggestelltes Werk zu Ehren des Gouverneurs Muhtascham Nāsir ad-Dīn ʿAbd al-Rahīm ibn Abī Mansūr. Der Inhalt ist in 40 Kapitel unterteilt. Nasīr ad-Dīn Tūsī behandelt das Wissen von Gott, Prophetie, das Imāmat und dann die Charaktereigenschaften frommer Menschen und Sūfīs.[2]

### Philosophie
- Rauḍat at-taslīm yā taṣawwurāt: das wichtigste Werk, das den ismāʿīlītischen Einfluss auf ihn widerspiegelt. Darin beschreibt Nasīr ad-Dīn Tūsī die Reise von der spirituellen in die physische Welt. Das Buch ist reich an neuplatonischem Gedankengut (insbesondere Emanation) und beschreibt die ismāʿīlītische Kosmologie: Gottes Befehl (amr) und Wort (kalima), verkörpert im Imām bzw. in dessen Prototyp ʿAlī ibn Abī Ṭālib, kommunizieren sich durch Emanation (faiḍ) zum ersten Intellekt, dessen Prototyp Salmān al-Fārisī ist. Von da aus geht die Emanation weiter zur universellen Seele (nafs-i kullī), dem Propheten Muhammad und schließlich zur menschlichen Seele.[2]
- Auf Anfrage des Wesirs Schams ad-Dīn Muhammad Dschuwainī verfasste Nasīr ad-Dīn Tūsī 1264 Auṣāf al-āšrāf. Darin erklärt er den Weg eines Sūfī von Glaube (imān) zur Einheit mit Gott (waḥdat) und Auslöschung des Selbst (fanāʿ).
- Zur biologischen Gemeinsamkeit des Menschen mit Tieren schreibt er u. a.:

„Die höchste der Arten ist diejenige, deren Weisheit und Wahrnehmung dergestalt ist, dass sie Ausbildung und Unterricht annimmt: Auf diese Weise erfährt sie eine Vervollkommnung, die nicht ursprünglich in ihr geschaffen wurde. Dies gilt für dressierte Pferde und Jagdfalken. Je größer diese Fähigkeit in einer Art ist, desto mehr übertrifft sie ihren Rang, bis ein Punkt erreicht ist, an dem die pure Beobachtung von Handlungen als Unterricht ausreicht: Wenn sie eine Sache sehen, führen sie sie daher durch Nachahmung und ohne Übung aus […]. Dieses ist der höchste der tierischen Grade, und der erste menschliche Grad schließt unmittelbar daran an.“

## Ehrungen
Nach Nasīr ad-Dīn Tūsī wurde der Mondkrater Nasireddin und in Teheran die technische Hochschule K. N. Toosi University of Technology benannt.